# Provincia de Surjandaria
Surjandaria es una de las doce provincias que, junto con la república autónoma Karakalpakia y la ciudad capital Taskent, conforman la República de Uzbekistán. Su capital es Termez. Está ubicada en el extremo sureste del país, limitando al norte y este con Tayikistán, al sur con Afganistán,al suroeste con Turkmenistán y al noroeste con Kashkadar.

## Localidades
- Akķürgon
- Boysun
- Denov
- Dzharkurgan
- Sariasiya
- Sho'rchi
- Termez (capital)

- Datos: Q487537
- Multimedia: Surxondaryo Region / Q487537